# Stylianós Papadópulos
Stylianós Papadópulos –también transliterado como Stylianos Papadopoulos, en griego, Στυλιανός Παπαδόπουλος– (7 de abril de 1989) es un deportista griego que compitió en taekwondo. Ganó una medalla de bronce en el Campeonato Europeo de Taekwondo de 2012, en la categoría de –68 kg.

## Palmarés internacional
| Campeonato Europeo | Campeonato Europeo       | Campeonato Europeo | Campeonato Europeo |
| Año                | Lugar                    | Medalla            | Categoría          |
| ------------------ | ------------------------ | ------------------ | ------------------ |
| 2012               | Mánchester (Reino Unido) | Medalla de bronce  | –68 kg             |